# Màdara (Bulgària)
Màdara (en búlgar: Мадара) és un poble al nord-est de Bulgària; forma part del municipi de Shumen, a la província de Shumen. Màdara es troba a 15 quilòmetres a l'est de la ciutat de Shumen, al peu occidental de l'altiplà de Màdara.
Màdara és famosa per la seua reserva nacional històrica i arqueològica, a 1,5 quilòmetres a l'est del poble. La reserva inclou troballes neolítiques i eneolítiques, un assentament traci, una antiga vil·la romana i la seua fortalesa del segle II o V, un palau medieval búlgar, santuaris pagans, esglésies cristianes, monestirs i fortaleses del Primer Imperi Búlgar. També hi ha un monestir en una cova, del segle xii al XIV. El més important de Màdara és el famós Cavaller de Màdara, un gran relleu altomedieval tallat a la roca que data del regnat de Tervel de Bulgària (segle viii).
L'arquèoleg hongarés Géza Fehér primer, i després el txecbúlgar Karel Skorpil i el búlgar Rafail Popov han estudiat la reserva arqueològica.
En l'època medieval, el poble era una fortalesa anomenada Matora. Fou esmentada en els registres otomans de 1481 com Matés. El poble actual, el fundaren colons de la propera Kyulevcha, prop de Kaspichan, després de l'alliberament de Bulgària (1877-78); en els anys 1940 i 1950, hi arribaren colons de les regions de Pirin i Sofia.